# Bucelas
Bucelas es una freguesia portuguesa del municipio de Loures, con 33,90 km² de área y 4 810 habitantes (2001). La densidad poblacional asciende a 141,9 h/km².

## Geografía
La freguesia incluye los sitios de Alrota (en la Sierra de Alrota), Bemposta, Bucelas, Chamboeira, Charneca, Freixial, Alrota, Vila de Rei y Vila Nova. Se encuentra entre las freguesias de Fanhões y São Julião do Tojal, y con los concejos de Mafra (freguesia de Milharado), Arruda dos Vinhos (freguesias de Arranhó y São Tiago dos Velhos) y Vila Franca de Xira (freguesias de Alverca do Ribatejo y Vialonga).
Bucelas es un pueblo muy antiguo, del municipio de Loures, cerca de Lisboa.
Es una parroquia con 33,99 km² y cuenta actualmente con unos 4800 habitantes, por lo que es el menos denso de los pueblos pertenecientes al municipio de Loures.Es una parroquia que sigue manteniendo las características de las zonas rurales y tiene una fuerte tradición en la actividad de los vinos, por el excelente vino blanco que produce, desde el tiempo de los romanos. Es una región demarcada después de diciembre de 1911.
Bucelas es un pueblo muy tradicional, con colectividades antiguas, como el Departamento de Bomberos Voluntarios de Bucelas, inaugurado el 26 de julio de 1891 o la Banda Recreativa de Bucelas, inaugurada el 21 de junio de 1863.
Sus fiestas anuales más importantes son: Ángel de la Guarda de la Nación que se celebra el 3.er domingo de julio, desde 1566 y la Fiesta del Vino y la Vendimia en octubre.
El Festival del Vino y la Vendimia tiene como objetivo difundir la cultura y la etnografía de la región y su promoción del turismo rústico. Tiene su punto más alto en el desfile etnográfico, que consiste en carrozas que representan las distintas etapas de elaboración del vino de la vid y todas las demás actividades de alguna manera vinculada a la viña, como el tonelero, el herrero, el hojalatero o el tejedor de cestas, profesiones tradicionales de las cuales aún vive mucha gente de Bucelas.

## Religión
Bucelas tiene como patrona a Nossa Senhora da Purificação.
El párroco de la freguesia detenta el título de prior. La Iglesia de Bucelas, matriz desde 1522 fue consagrada el 23 de enero de 1569 por el Obispo de Viseu D. Jorge de Ataíde-
Una cofradía dedicada al Espíritu Santo mantuvo en Bucelas un hospital / albergue para la asistencia a los peregrinos y pobres.

## Demografía
| Evolución de la población de Bucelas (1862 – 2001) | Evolución de la población de Bucelas (1862 – 2001) | Evolución de la población de Bucelas (1862 – 2001) | Evolución de la población de Bucelas (1862 – 2001) | Evolución de la población de Bucelas (1862 – 2001) | Evolución de la población de Bucelas (1862 – 2001) | Evolución de la población de Bucelas (1862 – 2001) | Evolución de la población de Bucelas (1862 – 2001) | Evolución de la población de Bucelas (1862 – 2001) |
| -------------------------------------------------- | -------------------------------------------------- | -------------------------------------------------- | -------------------------------------------------- | -------------------------------------------------- | -------------------------------------------------- | -------------------------------------------------- | -------------------------------------------------- | -------------------------------------------------- |
| 1862                                               | 1864                                               | 1890                                               | 1900                                               | 1911                                               | 1920                                               | 1930                                               | 1991                                               | 2001                                               |
| 2 054                                              | 2 074                                              | 2 336                                              | 2 590                                              | 2 905                                              | 2 934                                              | 3 126                                              | 5 049                                              | 4 810                                              |